# Calliandra tumbeziana
Espèce
Statut de conservation UICN

 VU D2 : Vulnérable
Calliandra tumbeziana est une espèce de plantes à fleurs de la famille des Fabaceae.

## Publication originale
- Publications of the Field Museum of Natural History, Botanical Series 8(2): 89–90. 1930.